# Меринов, Владимир Александрович
Владимир Александрович Меринов (29 января 1946 — 27 декабря 2015) — советский хоккеист, защитник, чемпион СССР по хоккею (1969), мастер спорта СССР, заслуженный тренер России.

## Биография
Владимир Меринов начинал играть в хоккей в 1959 году в детско-юношеской спортивной школе Челябинского металлургического завода, в сезоне 1963/1964 годов выступал за команду «Металлург». После этого он перешёл в команду мастеров «Трактор» (Челябинск), за которую он выступал в 1964—1966 годах.
В 1966—1968 годах Владимир Меринов выступал за команду «Локомотив» (Москва), в 1967 году входил в число лучших хоккейных игроков сезона.
В 1968—1972 годах Владимир Меринов выступал за команду «Спартак» (Москва), забросив 4 шайбы в 125 матчах чемпионата СССР. За это время в составе своей команды он один раз (в 1969 году) становился чемпионом СССР, один раз (в 1970 году) — серебряным призёром и один раз (в 1972 году) — бронзовым призёром чемпионата СССР.
В 1972—1975 годах Владимир Меринов выступал за команду «Химик» (Воскресенск).
За всё время выступлений в чемпионате СССР Меринов провёл 220 матчей и забросил 10 шайб в ворота соперников. Он также выступал за сборную СССР по хоккею, в составе которой в декабре 1967 года провёл три игры на Международном хоккейном турнире.
После окончания игровой карьеры Владимир Меринов в 1975—1987 годах был начальником команды «Химик» (Воскресенск), а затем, до 2008 года — начальником сборной команды России по хоккею. В 1996 году он был награждён медалью ордена «За заслуги перед Отечеством» II степени.
Владимир Меринов скончался 27 декабря 2015 года.

## Достижения
- Чемпион СССР по хоккею — 1969[3][6].
- Серебряный призёр чемпионата СССР — 1970[6].
- Бронзовый призёр чемпионата СССР — 1972[6].
- Обладатель Кубка СССР — 1970, 1971[3].
- Чемпион Зимней Универсиады — 1968[9].
- Финалист Кубка европейских чемпионов по хоккею — 1970[2].